# Grupa Impact
Grupa Impact – zespół twórców z Trójmiasta, zajmujących się produkcją filmową – od napisania scenariusza, poprzez zdjęcia aż po postprodukcję (montaż, efekty specjalne, grafika komputerowa).
Grupę założyli w 2007 Abelard Giza (2,30/kg), Marcin Brach i Michał Giorew (T3AM) oraz Dawid Napierała (D.O.D.), którzy wcześniej zajmowali się tym w innych zespołach. Na koncie mają takie filmy jak W stepie szerokim oraz wiele teledysków i reklam. W sieci największą popularnością cieszą się jednak ich krótkie formy filmowe (między innymi parodie zwiastunów filmowych), realizowane dla kabaretu Limo.

## Filmy
- 2013 Swing
- 2007 W stepie szerokim
- 2005 Demo (film krótkometrażowy) (jako 2,30/kg i T3AM)
- 2005 Towar (jako 2,30/kg i T3AM)
- 2003 Wożonko (jako 2,30/kg)

## Teledyski
- 2010 Dwa Zera – Progres
- 2009 Zawodnik (feat. Kaszalot) – DOD Jest Tu (Touddogg remix)
- 2008 Zawodnik (feat. Rak, Pih) – Kokaina
- 2008 Brahu (feat. RDW, Peja) – Miejska giełda
- 2008 Zawodnik – Zostańmy tu (teledysk promujący film "W stepie szerokim")
- 2008 Emo (feat. Pih & Borixon) – Nie potrzebuję być tym kim nie jestem
- 2008 SurkRak – Lokalizacja
- 2007 Pneuma – Livin’ on a Prayer
- 2007 Pneuma – Bez ciebie
- 2007 Zawodnik, Rak, Kaszalot – D.O.D.
- 2006 Elegans – A gdyby jutra nie było
- 2006 Ascetoholix – Tak wyszło
- 2005 Pneuma (feat. Liber) – Towar (teledysk promujący film "Towar")
- 2004 drewno from las – daleko